# Средний Качпомаёль
Средний Качпомаёль — река в России, протекает в Республике Коми по территории Печорского района.

## География
Устье реки находится в 145 км по правому берегу реки Кожва. Длина реки составляет 17 км.

## Этимология гидронима
Гидроним происходит из языка коми. Кач — «толченая кора деревьев (преимущ. пихты), которая идет в хлеб в голодные годы», пом — «тюк, кусок», ёль — «лесная речка». Качпомаёль — «речка, где заготовляли древесную кору (тюками, кусками)».

## Данные водного реестра
По данным государственного водного реестра России относится к Двинско-Печорскому бассейновому округу, водохозяйственный участок реки — Печора от водомерного поста у посёлка Шердино до впадения реки Уса, речной подбассейн реки — бассейны притоков Печоры до впадения Усы. Речной бассейн реки — Печора.
Код объекта в государственном водном реестре — 03050100212103000063887.